# Hoplia
Hoplia är ett släkte av skalbaggar som beskrevs av Johann Karl Wilhelm Illiger 1803. Enligt Catalogue of Life ingår Hoplia i familjen Melolonthidae, men enligt Dyntaxa är tillhörigheten istället familjen bladhorningar.

## Bildgalleri

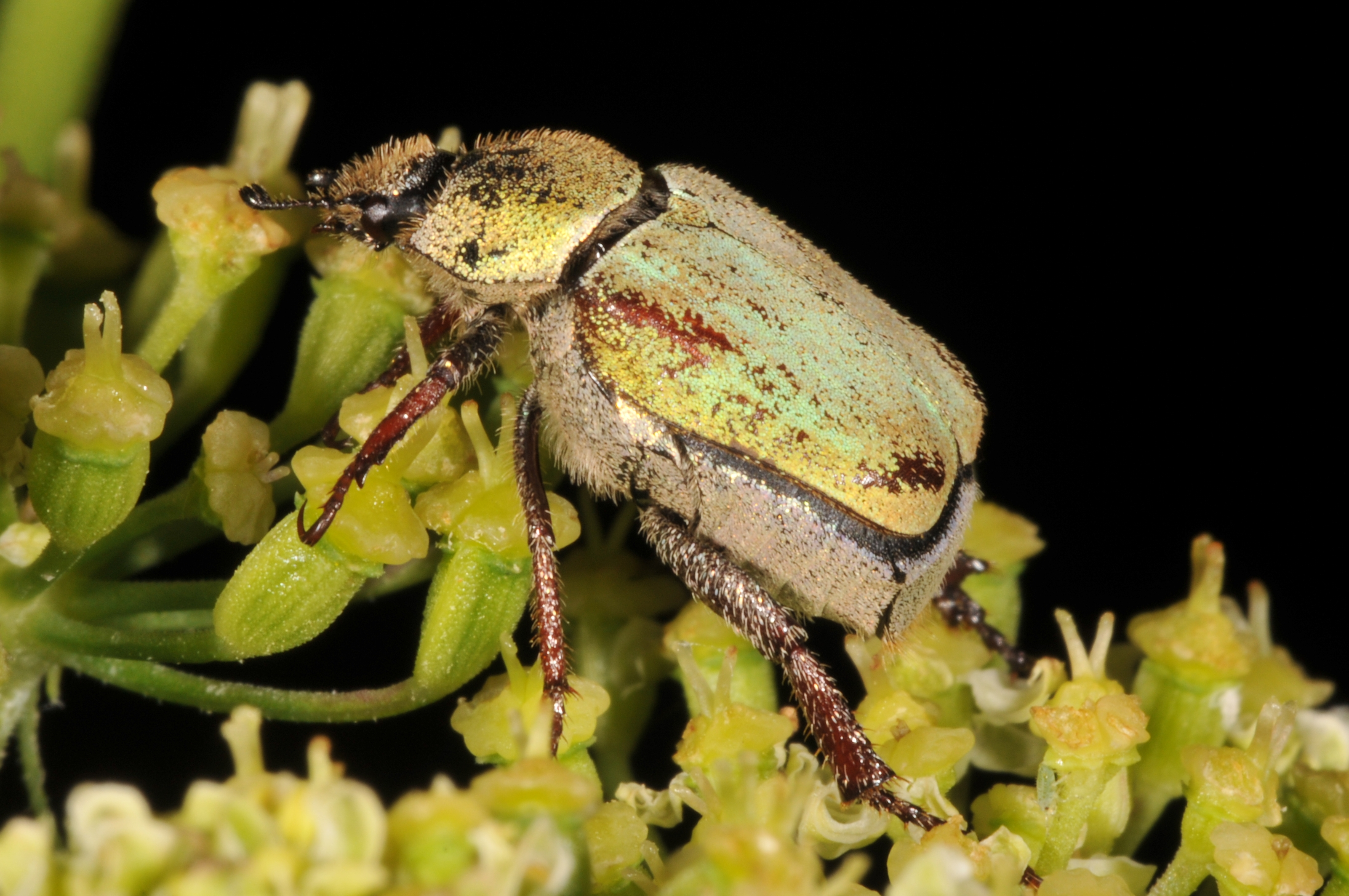
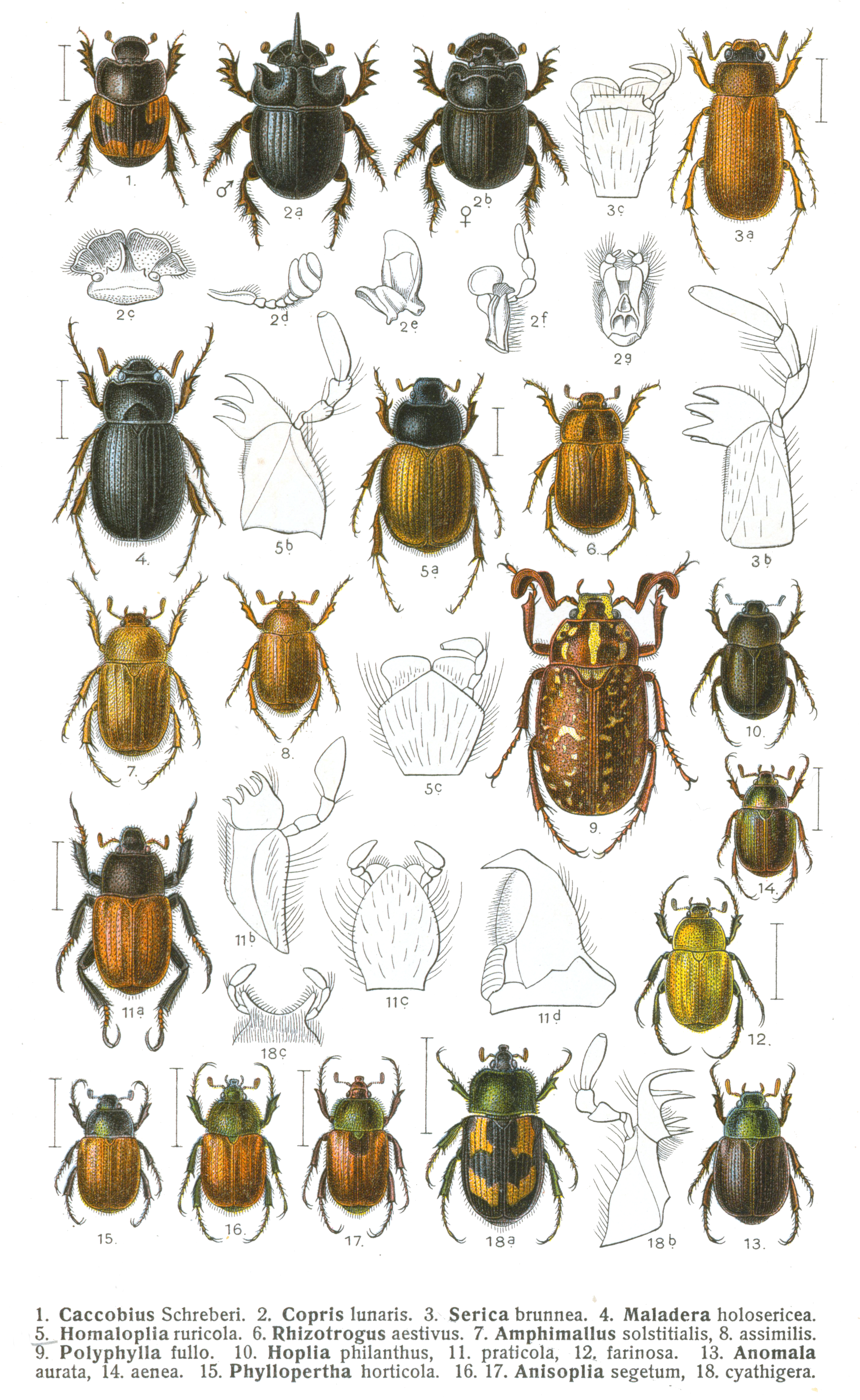

## Dottertaxa tillHoplia, i alfabetisk ordning[1][2]
- Hoplia advena
- Hoplia africana
- Hoplia albisparsa
- Hoplia albomaculata
- Hoplia amoena
- Hoplia anatolica
- Hoplia angulata
- Hoplia argentata
- Hoplia argentea
- Hoplia argenteola
- Hoplia argyritis
- Hoplia asperula
- Hoplia asterias
- Hoplia attilioi
- Hoplia aulica
- Hoplia aurantiaca
- Hoplia aurata
- Hoplia aureola
- Hoplia aurifera
- Hoplia auriventris
- Hoplia auromicans
- Hoplia aurotincta
- Hoplia bakeri
- Hoplia bezdeki
- Hoplia bilineata
- Hoplia biplagiata
- Hoplia bisignata
- Hoplia bituberculata
- Hoplia bomiensis
- Hoplia borneensis
- Hoplia bowringi
- Hoplia brastagiensis
- Hoplia breviceps
- Hoplia brevipes
- Hoplia brevis
- Hoplia bruchoides
- Hoplia brunnescens
- Hoplia brunnipes
- Hoplia bucharica
- Hoplia caffra
- Hoplia callipyge
- Hoplia caucasica
- Hoplia chinensis
- Hoplia chlorophana
- Hoplia choui
- Hoplia ciliata
- Hoplia cincticollis
- Hoplia cinereonebulosa
- Hoplia ciscaucasica
- Hoplia citrea
- Hoplia citrinella
- Hoplia clotildae
- Hoplia coerulea
- Hoplia coeruleosignata
- Hoplia coffeae
- Hoplia colchica
- Hoplia colini
- Hoplia coluzzii
- Hoplia communis
- Hoplia concolor
- Hoplia convexicollis
- Hoplia corallipes
- Hoplia corniculata
- Hoplia corporaali
- Hoplia cretacea
- Hoplia cupulosa
- Hoplia cyanosignata
- Hoplia cylindrica
- Hoplia davidis
- Hoplia detrita
- Hoplia diana
- Hoplia digitifera
- Hoplia dilutipes
- Hoplia dispar
- Hoplia disparilis
- Hoplia divina
- Hoplia djukini
- Hoplia dombrovskii
- Hoplia dubia
- Hoplia egregia
- Hoplia elegantula
- Hoplia elongata
- Hoplia endroedii
- Hoplia equina
- Hoplia errata
- Hoplia ertli
- Hoplia euphratica
- Hoplia excellens
- Hoplia farinosa
- Hoplia festiva
- Hoplia fiorii
- Hoplia fissa
- Hoplia fissipes
- Hoplia flavipes
- Hoplia flavomaculata
- Hoplia floridana
- Hoplia forsteri
- Hoplia freudei
- Hoplia freyi
- Hoplia fukiensis
- Hoplia fulgida
- Hoplia fuliginosa
- Hoplia fulvipennis
- Hoplia fulvofemorata
- Hoplia gabonica
- Hoplia gabrielina
- Hoplia gibbicollis
- Hoplia gilleti
- Hoplia golovjankoi
- Hoplia gracilis
- Hoplia graminicola
- Hoplia grisea
- Hoplia griseonebulosa
- Hoplia griseosparsa
- Hoplia griseosquamosa
- Hoplia griseovestita
- Hoplia guatemalensis
- Hoplia gyirongensis
- Hoplia hakonensis
- Hoplia harpagon
- Hoplia hauseri
- Hoplia herminiana
- Hoplia hirsuta
- Hoplia hirta
- Hoplia hirticollis
- Hoplia hofmanni
- Hoplia horrida
- Hoplia huettenbacheri
- Hoplia hungarica
- Hoplia hyrcana
- Hoplia imitatrix
- Hoplia imparilis
- Hoplia indica
- Hoplia ingrata
- Hoplia inops
- Hoplia inornata
- Hoplia iridescens
- Hoplia jacobsoni
- Hoplia jalapana
- Hoplia javana
- Hoplia jucunda
- Hoplia kamerunica
- Hoplia klapperichi
- Hoplia korbi
- Hoplia koreana
- Hoplia kunzei
- Hoplia laconiae
- Hoplia laetitiae
- Hoplia lama
- Hoplia latesuturata
- Hoplia laticollis
- Hoplia limbata
- Hoplia lindiana
- Hoplia lineata
- Hoplia lishana
- Hoplia lurida
- Hoplia luzonica
- Hoplia maculifera
- Hoplia magnifica
- Hoplia mahayana
- Hoplia malaccensis
- Hoplia malaisei
- Hoplia manowensis
- Hoplia maremmana
- Hoplia marginata
- Hoplia mausonensis
- Hoplia medana
- Hoplia mediocris
- Hoplia mexicana
- Hoplia mina
- Hoplia minuscula
- Hoplia minuta
- Hoplia modesta
- Hoplia moerens
- Hoplia montana
- Hoplia monticola
- Hoplia moultoni
- Hoplia mucorea
- Hoplia mulleri
- Hoplia nakanei
- Hoplia nebulosa
- Hoplia nengkaoshana
- Hoplia nepalensis
- Hoplia niasana
- Hoplia nigrina
- Hoplia nigromaculata
- Hoplia nigrosetosa
- Hoplia nigrosparsa
- Hoplia nitidipunctata
- Hoplia oblonga
- Hoplia ochracea
- Hoplia ochraceoscutellata
- Hoplia ochreata
- Hoplia opalescens
- Hoplia paganettii
- Hoplia parvula
- Hoplia paupera
- Hoplia pentheri
- Hoplia peroni
- Hoplia philanthus
- Hoplia philippinensis
- Hoplia pilifera
- Hoplia pisicolor
- Hoplia platyca
- Hoplia plebeja
- Hoplia polita
- Hoplia pollinosa
- Hoplia pontica
- Hoplia potanini
- Hoplia prasina
- Hoplia praticola
- Hoplia pseudophilanthus
- Hoplia pubicollis
- Hoplia pulchella
- Hoplia pulchra
- Hoplia puncticollis
- Hoplia reinii
- Hoplia reitteri
- Hoplia rossica
- Hoplia rotunda
- Hoplia rufocuprea
- Hoplia rufopicta
- Hoplia rungsi
- Hoplia sabatinellii
- Hoplia sabraechatilae
- Hoplia sabulicola
- Hoplia sackenii
- Hoplia salaama
- Hoplia scheibei
- Hoplia scheini
- Hoplia schereri
- Hoplia schuberti
- Hoplia schulthessi
- Hoplia scutellaris
- Hoplia semenowi
- Hoplia semicastanea
- Hoplia setifera
- Hoplia setosella
- Hoplia shimomurai
- Hoplia shirakii
- Hoplia shirozui
- Hoplia sibuyana
- Hoplia signata
- Hoplia simillima
- Hoplia simplex
- Hoplia siningensis
- Hoplia sobrina
- Hoplia sordida
- Hoplia spectabilis
- Hoplia squamacea
- Hoplia squamifera
- Hoplia squamigera
- Hoplia squamiventris
- Hoplia stenolepis
- Hoplia subcostata
- Hoplia subnuda
- Hoplia sulcicollis
- Hoplia surata
- Hoplia susiana
- Hoplia taipeiensis
- Hoplia taiwana
- Hoplia taliensis
- Hoplia tangana
- Hoplia teapensis
- Hoplia tenebrosa
- Hoplia tesari
- Hoplia testudinis
- Hoplia thibetana
- Hoplia trifasciata
- Hoplia trivialis
- Hoplia tuberculicollis
- Hoplia tuberculifera
- Hoplia uniformis
- Hoplia usambarica
- Hoplia ushijima
- Hoplia validipes
- Hoplia walterrossii
- Hoplia waterstradti
- Hoplia ventricosa
- Hoplia versicolor
- Hoplia vestita
- Hoplia vicina
- Hoplia vidua
- Hoplia virginioi
- Hoplia viridisignata
- Hoplia viridissima
- Hoplia viridula
- Hoplia vittata
- Hoplia zaitzevi
- Hoplia zaragozai